# خربة الضبع
خربة الضبع قرية جميلة تقع في ناحية صرين منطقة عين العرب محافظة حلب السورية تشتهر هذه القرية بزراعة القمح والشعير وحديثا الكمون وتوجد فيها شجرة تين يعود عمرها إلى القرن السابق وتقع هذه القرية في وادي محصور بين جبلين وتبعد عن الأوتستراد 4 كم وقد هاجر أهلها إلى حمص نظرا لسوء الخدمات فيها حيث لا توجد الكهرباء فيها حتى الآن من القرى المجاورة بير محلي وهي الوجه الإقتصادي للضيعة حيث يتم تأمين خدمات القرية منها.
‌